# Винилиденхлорид
Винилиденхлорид, также хлористый винилиден — хлорорганическое соединение с эмпирической формулой СH2=CCl2. По систематической номенклатуре 1,1-дихлорэтен.

## Физические свойства
Представляет собой бесцветную подвижную жидкость, со слабым сладковатым запахом, плохо растворимую в воде (растворимость составляет 2,5 г/100 мл), хорошо в органических растворителях (в особенности ССl4).

## Получение
В промышленности винилиденхлорид получают при взаимодействии 1,1,2-трихлорэтана с гидроксидами щелочных (натрия или калия), а также щелочноземельных металлов в водной или в спиртовой среде.

## Токсикология и экологическая безопасность
Является слабым наркотическим средством, продукты окисления поражают печень. По токсическому действию на организм винилиденхлорид сходен с тетрахлорметаном.